# Malcolm Bradbury
Pour les articles homonymes, voir Bradbury.
Malcolm Bradbury, né le 7 septembre 1932 à Sheffield (Royaume-Uni) et mort le 28 novembre 2000 à Norwich (Royaume-Uni), est un universitaire, écrivain et scénariste britannique.

## Biographie
Issu d'une famille ouvrière de Sheffield (son père était employé des chemins de fer), il fait des études supérieures d'Anglais à l'université de Leicester, puis à l'université de Londres (MA, 1955) ; il soutient un doctorat (Études américaines) à l'université de Manchester en 1962.
À partir de 1955, il travaille dans différentes universités, notamment à celle de Birmingham, où il est le collègue de David Lodge (celui-ci l'évoque fréquemment dans son autobiographie), puis à l'université d'East Anglia (Norwich), où il crée un cursus de Création littéraire, par lequel est passé Ian McEwan.

## Filmographie
- 1985 : Blott on the Landscape (feuilleton TV)
- 1987 : Porterhouse Blue (TV)
- 1987 : Imaginary Friends (feuilleton TV)
- 1989 : Anything More Would Be Greedy (feuilleton TV)
- 1990 : The Gravy Train (feuilleton TV)
- 1990 : The Green Man (TV)
- 1991 : The Gravy Train Goes East (feuilleton TV)
- 1995 : La Ferme du mauvais sort (Cold Comfort Farm) (TV)
- 1998 : Dans le rouge (In the Red) (TV)